# Josef Garfinkel
Josef Garfinkel (hebrejsky יוסף גרפינקל) (naroz. 23. července 1956) je profesorem prehistorické a biblické archeologie na Hebrejské univerzitě v Jeruzalémě.

## Životopis
Josef (Josi) Garfinkel se narodil roku 1956 v Haifě. Je kurátorem Muzea jarmucké kultury v kibucu Ša'ar ha-Golan. Garfinkel se specializuje na protohistorické období Blízkého Východu, ve kterém byla založena nejstarší vesnická sídla a vzniklo zemědělstvi. Prováděl archeologický výzkum na mnoha neolitických a chalkolitických nalezištích. Je autorem 12 knih a více než sta odborných článků.
Od roku 2007 řídí vykopávky opevněného města Churvat Keijafa (spolu se Sa'arem Ganorem). Toto naleziště je datováno do přelomu 11. a 10. století př. n. l. tedy počátku království. V sezóně 2008 byl nalezen ostrakon s nápisem v protokanaánskem písmu, který je zřejmě nejstarším dosud objeveným hebrejským nápisem.

## Vykopávky
- Churvat Keijafa (angl. Khirbet Qeiyafa)
- Tel Caf
- Ša'ar ha-Golan
- Jiftach'el
- Neolitický Aškelon
- Gešer

## Publikace v angličtině
- Y. Garfinkel. 1992. The Pottery Assemblages of Sha'ar HaGolan and Rabah Stages from Munhata (Israel). Paris: Association Paléorient.
- Y. Garfinkel. 1995. Human and Animal Figurines of Munhata, Israel. Paris: Association Paléorient.
- Y. Garfinkel. 1999. Neolithic and Chalcolithic Pottery of the Southern Levant. (Qedem 39). Jerusalem: Institute of Archaeology, Hebrew University.
- Y. Garfinkel, and M. Miller. 2002. Sha'ar HaGolan Vol 1. Neolithic Art in Context. Oxford: Oxbow.
- Y. Garfinkel. 2003. Dance at the Dawn of Agriculture. Austin: Texas University Press.
- Y. Garfinkel. 2004. The Goddess of Sha'ar HaGolan. Excavations at a Neolithic Site in Israel. Jerusalem: Israel Exploration Society.
- Y. Garfinkel and D. Dag. 2006. Gesher: A Pre-Pottery Neolithic A Site in the Central Jordan Valley, Israel. A Final Report. Berlin: Ex Oriente.
- Y. Garfinkel and S. Cohen. 2007. The Early Middle Bronze Cemetery of Gesher. Final Excavation Report. AASOR 62. Boston: American Schools of Oriental Research.
- Y. Garfinkel and D. Dag. 2008 Neolithic Ashkelon. (Qedem 47). Jerusalem: Institute of Archaeology, Hebrew University.
- O. Bar-Yosef and Y. Garfinkel. 2008. The Prehistory of Israel. Human Cultures before Writing. Jerusalem: Ariel (hebrejsky)
- Y. Garfinkel, S. Ganor, M. Hasel. 2012. "Footsteps of King David in the Valley of Elah". (hebrejsky)